# Гостомські (герб)
Гостомські (Гостомські I, пол. Gostomski І) – шляхетський герб кашубського походження, за словами Пшемислава Праґерта, різновид герба Наленч.

## Опис герба
В червоному полі срібна кроква, під якою така ж пов'язка в коло вузлом донизу, над нею дві такі ж підкови в пояс.
Клейнод: між рогами оленя панна у червоному одязі з розпущеним волоссям й срібною пов'язкою на голові, що тримає ці роги. Намет червоний, підбитий сріблом.

## Найбільш ранні згадки
Використовується однією із кашубських гілок Гостомських.

## Рід Гостомських
Велика шляхетська родина з Ґостомя в тчевському повіті. Кашубські Гостомські вважаються лінією Гостомських з Мазовії. Перша згадка про кашубських Гостомських походить з 1556 року (Якуш з Гостомя), інші з 1571 (Адамус Гостомський, Томас Гостомський), 1682 (Войцех, Станіслав, Марцін Гостомські), 1696 (Войцех Гостомський).

## Роди
Гостомські без прізвиськ (придомків) або з невідомими придомками. Мазовецькі Гостомські і кашубські Гостомські з придомком Бабка використовували герб Наленч.
Гостомські інших прізвиськ використовували кілька інших гербів. Ґавін-Гостомські використовували герб Кушаба, Якуш-Гостомські герб Гостомські II, а Костка-Гостомські герб Гостомські III.